# Оне и они (музичка група)
Оне и они, били су српска и југословенска поп-група веома популарна током 1970-их година. Групу је, 1971. године, формирао Миња Субота. Дакле, пре него што су Швеђани добили чувену групу АББА, Југославија је већ имала такав мушко - женски састав, а чинили су га: Далиборка Стојшић, Лидија Кодрич, Миња Субота и Боба Стефановић. Након великог успеха са песмом Обриши сузе драга, Боба Стефановић одлази из групе, а на његово место долази Жарко Данчуо. Почетком седамдесетих година прошлог века, били су изузетно популарни у бившoј Југославији али и у бившем Совјетском Савезу. Међутим, група је постојала само пет година и иза себе оставила пет сингл плоча.

## Фестивали
Београдско пролеће:
- Што је баби мило, '71

Фестивал ЈНА:
- Поноћна патрола, прва награда фестивала, '71
- Море и морнари, прва награда фестивала, '72

Сплит:
- Шта да чиним кад сам фурешт, '72

Скопље:
- Кажи ми, кажи, '72

## Дискографија
- Што је баби мило / Далеко је завичај, (ПГП РТБ, 1971. године)
- Море и морнари / Кажи ми, кажи, (ПГП РТБ, 1972. године)
- Аждаја своме чеду тепа / Журката на акрепите, (ПГП РТБ, 1972. године)
- Шта да чиним кад сам фурешт / Ја могу кћерка вама бити, (Југотон, 1972. године)
- Хеј, цуро медена / Поноћна патрола, (ПГП РТБ, 1972. године)